# Leštinský rybník (Leština u Světlé)
Leštinský rybník se rozprostírá na severozápadním okraji Leštiny u Světlé v okrese Havlíčkův Brod v nadmořské výšce 454,7 m. Je napájen potokem Leštinou, pravostranným přítokem říčky Sázavky, přitékajícím mělkým údolím od Kunického rybníka. Rybník se nachází na rozhraní mezi Světelskou pahorkatinou a Kutnohorskou plošinou, které jsou podcelky Hornosázavské pahorkatiny. S rozlohou 4,9 ha patří mezi největší vodní plochy na Světelsku. Větší rozlohu zde má už jen vodní nádrž Kristiánka (10,1 ha) a Kunický rybník (9,9 ha). Celkový objem Leštinského rybníka činí 70 tis. m³. Retenční objem činí 27 tis. m³.